# مرگ با اره کردن

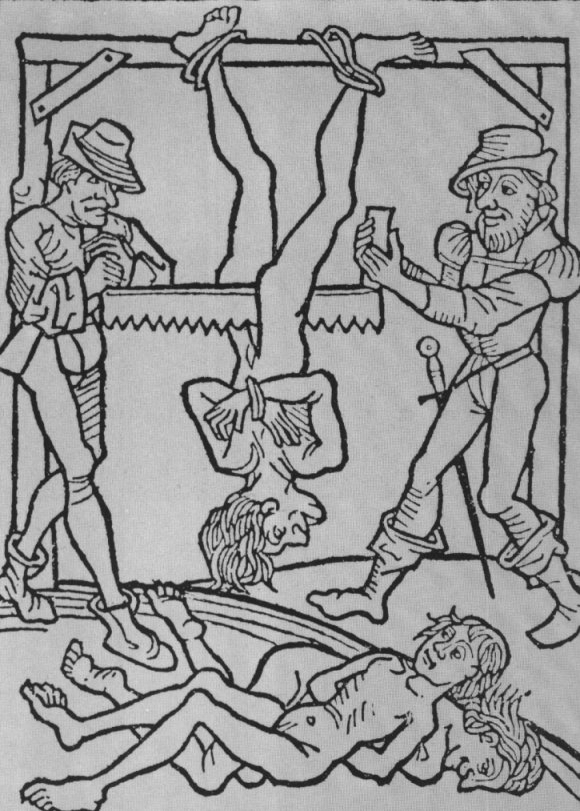
اره کردن سه مرد در یک نقاشی از سده ۱۵ میلادی

ارّه کردن یکی از شیوه‌های شکنجه و اعدام است. در این روش شخص قربانی از پا آویزان شده و دو نفر در طرفین قرار می‌گیرد و شروع به اره کردن از وسط پاهای او می‌کنند همچنین ممکن است در این روش اره کردن از سر شروع شود. اگرچه بعضی گمان دارند که این عمل هرگز انجام نشده‌است.

## روش‌ها
روش‌های گوناگونی از اره کردن به ثبت رسیده‌است. گفته می‌شود که در دوران کالیگولا، امپراتور روم، اره کردن از وسط شکم انجام می‌شده‌است. و در مراکش اره کردن از بین دو کشاله ران یا از جمجمه انجام می‌شده.

## در دوران باستان

### ایران باستان
افسانه جمشید
جمشید یکی از پادشاهان اساطیری ایرانی بود. او سرانجام به‌خاطرِ خودبینی و غرور فرّه ایزدی را ازدست داد و سرانجام به دست ضحاک دو نیم شد.
پروشات
پروشات نخستین همسر داریوش دوم هخامنشی (۴۲۳ تا ۴۰۵ پ. م) و بانوی اول دربار بود. او بعد از ماجرای ترتخمه دستور اعدام همه اعضای خانواده استاتیرا، همسر پسرش اردشیر دوم، را داد. خواهر استاتیرا، روکسانا، اولین عضو خانواده بود که به وسیله ارّه دو نیم شد.
هرمز چهارم
هرمز چهارم شاه ساسانی بود که از ۵۷۹ تا ۵۹۰ میلادی بر تخت شاهی نشست. رفتار خشونت‌بار هرمز چهارم با اشراف یک شورش فراگیر را به رهبری برادران ناتنی خودش بندوی و ویستهم/بستام آغاز کرد که هرمز چهارم را برکنار و پسر او، خسرو پرویز، را پادشاه خواندند. او سپس مجبور به تماشای اعدام همسر و یکی از پسرانش به روش اره کردن شد. سرانجام هرمز را نابینا کردند و بعد از مدتی او را کشتند.